# ヒェティル・ヴェーレル
ヒェティル・ヴェーレル（ノルウェー語: Kjetil Wæhler、1976年3月16日 - ）は、ノルウェーの元サッカー選手。ノルウェー代表。ポジションはDF。

## クラブ歴
オスロ生まれ。FKリンで1994年にトップチームに昇格し選手となった。
1999年にウィンブルドンFCに移籍するも出場機会はなく、モスFKに期限付き移籍。
2003年にヴォレレンガ・フォトバルに完全移籍。
2009年にオールボーBK、2012年にAIKソルナに移籍した。
2015年に再びヴォレレンガ・フォトバルに加入し、ノルウェーに復帰。2017年にソグナル・フトボールに移籍、2018年に引退した。

## 代表歴
2005年8月17日に行われたスイス代表戦でノルウェー代表初出場。2009年10月10日の南アフリカ共和国代表戦で代表唯一の得点をあげた。

## 私生活
弟のフレードリク・ブルースタもノルウェー代表のサッカー選手。